# Lophocampa texta
Lophocampa texta är en fjärilsart som beskrevs av Herrich-Schäffer 1855. Lophocampa texta ingår i släktet Lophocampa och familjen björnspinnare. Inga underarter finns listade i Catalogue of Life.